# Trần Thanh Huyền
Trần Thanh Huyền là một sĩ quan cấp cao của Quân đội nhân dân Việt Nam, hàm Phó Đô đốc, nguyên Chính ủy Quân chủng Hải quân (2008–2012).

## Thân thế và sự nghiệp
- Trước năm 2007, Chủ nhiệm Chính trị Quân chủng Hải quân
- Năm 2007-2007, Phó Chính ủy Quân chủng Hải quân
- Năm 2008-2012, Chính ủy Quân chủng Hải quân
- Năm 2012, nghỉ hưu
- Chuẩn Đô đốc (2006), Phó Đô đốc (2010)